# Liste des députés européens de Bulgarie de la 6e législature
La Bulgarie disposait de 18 sièges au parlement européen pour la législature 2007-2009.
| Nom                | Liste                                                  | Groupe parlementaire européen |
| ------------------ | ------------------------------------------------------ | ----------------------------- |
| Mariela Baeva      | Mouvement des droits et des libertés                   | ADLE                          |
| Slavi Binev        | Union nationale Attaque                                | Non-inscrits                  |
| Roumiana Jeleva    | Citoyens pour le développement européen de la Bulgarie | PPE-DE                        |
| Filiz Hyusmenova   | Mouvement des droits et des libertés                   | ADLE                          |
| Metin Kazak        | Mouvement des droits et des libertés                   | ADLE                          |
| Nikolaï Mladenov   | Citoyens pour le développement européen de la Bulgarie | PPE-DE                        |
| Evgeni Kirilov     | Parti socialiste bulgare                               | PSE                           |
| Marusya Lyubcheva  | Parti socialiste bulgare                               | PSE                           |
| Vladko Panayotov   | Mouvement des droits et des libertés                   | ADLE                          |
| Atanas Paparizov   | Parti socialiste bulgare                               | PSE                           |
| Biliana Raeva      | Mouvement national Siméon II                           | ADLE                          |
| Petia Stavreva     | Citoyens pour le développement européen de la Bulgarie | PPE-DE                        |
| Dimitar Stoyanov   | Union nationale Attaque                                | Non-inscrits                  |
| Desislav Tchukolov | Union nationale Attaque                                | Non-inscrits                  |
| Vladimir Urutchev  | Citoyens pour le développement européen de la Bulgarie | PPE-DE                        |
| Kristian Viguenin  | Parti socialiste bulgare                               | PSE                           |
| Iliana Iotova      | Parti socialiste bulgare                               | PSE                           |
| Duchana Zdravkova  | Citoyens pour le développement européen de la Bulgarie | PPE-DE                        |